# Poipu
Poipu és una concentració de població designada pel cens dels Estats Units a l'estat de Hawaii. Segons el cens del 2000 tenia 1.075 habitants.

## Demografia
Segons el cens del 2000, Poipu tenia 1.075 habitants, 472 habitatges, i 311 famílies La densitat de població era de 169,07 habitants per km².
Dels 472 habitatges en un 18,6% hi vivien nens de menys de 18 anys, en un 57,4% hi vivien parelles casades, en un 5,3% dones solteres, i en un 34,1% no eren unitats familiars. En el 24,6% dels habitatges hi vivien persones soles el 7,4% de les quals corresponia a persones de 65 anys o més que vivien soles. El nombre mitjà de persones vivint en cada habitatge era de 2,28 i el nombre mitjà de persones que vivien en cada família era de 2,65.
Per edats la població es repartia de la següent manera: un 16,3% tenia menys de 18 anys, un 3,2% entre 18 i 24, un 23,0% entre 25 i 44, un 37,0% de 45 a 64 i un 20,5% 65 anys o més.
L'edat mediana era de 48,6 anys. Per cada 100 dones hi havia 94,75 homes. Per cada 100 dones de 18 o més anys hi havia 96,08 homes.
La renda mediana per habitatge era de 51.442 $ i la renda mediana per família de 62.396 $. Els homes tenien una renda mediana de 40.694 $ mentre que les dones 30.625 $. La renda per capita de la població era de 35.800 $. Aproximadament el 2,7% de les famílies i el 7,5% de la població estaven per davall del llindar de pobresa.

## Poblacions més properes
El següent diagrama mostra les poblacions més properes.